# أورفيل كناب
أورفيل كناب (بالإنجليزية: Orville Knapp)‏ هو قائد فرقة ‏ وموسيقي وطيار أمريكي، ولد في 1904 في كانساس سيتي في الولايات المتحدة، وتوفي في 16 يوليو 1936.

## وصلات خارجية
- أورفيل كناب على موقع ميوزك برينز (الإنجليزية)
- أورفيل كناب على موقع أول ميوزيك (الإنجليزية)
- أورفيل كناب على موقع ديسكوغز (الإنجليزية)